# متیو استرازل
متیو استرازل (انگلیسی: Matthew Strazel؛ زادهٔ ۵ اوت ۲۰۰۲) بازیکن بسکتبال اهل فرانسه است.
وی در مسابقات کشوری و بین‌المللی در مجموع برندهٔ ۲ مدال نقره شده است.